# 1710 na ciência

## Nascimentos
| Data       | Nome             | Profissão   | Nacionalidade                   | Observações                 | Ref         |
| ---------- | ---------------- | ----------- | ------------------------------- | --------------------------- | ----------- |
| 7 de maio  | Thomas Reid      | filósofo    | Reino da Grã-Bretanha (Escócia) | m. 1796                     |             |
| 12 de maio | Abraham Trembley | naturalista | Suíça                           | m. 1784 Medalha Copley 1743 | [ 1 ] [ 2 ] |

## Mortes
| Data | Nome | Profissão | Nacionalidade | Observações | Ref |
| ---- | ---- | --------- | ------------- | ----------- | --- |